# Walter Steinbauer
Walter Steinbauer (ur. 20 stycznia 1945 w Dießen am Ammersee, zm. 28 maja 1991 w Murnau am Staffelsee) – niemiecki bobsleista reprezentujący RFN, brązowy medalista igrzysk olimpijskich i czterokrotny medalista mistrzostw świata.

## Kariera
Pierwszy sukces w karierze osiągnął Walter Steinbauer w 1969 roku, kiedy wspólnie z Wolfgangiem Zimmererem, Peterem Utzschneiderem i Stefanem Gaisreiterem wywalczył złoty medal w czwórkach podczas mistrzostw świata w Lake Placid. W tym samym składzie reprezentacja RFN zdobyła także brązowe medale na mistrzostwach świata w Cervinii (1971), igrzyskach olimpijskich w Sapporo (1972) oraz mistrzostwach świata w Lake Placid (1973). W tej samej konkurencji zdobył też srebrny medal na mistrzostwach świata w St. Moritz w 1970 roku, gdzie w drużynie znaleźli się Wolfgang Zimmerer, Pepi Bader i Peter Utzschneider. Zdobył też mistrzostwo Europy w czwórkach w 1970 roku.